# Stipite virale
Uno stipite virale (o ceppo virale, o sottotipo virale), è la categoria tassonomica di livello più basso utilizzata per la classificazione di un virus.
La tassonomia dei virus prevede la classificazione per famiglie, riconoscibili per l'utilizzo del suffisso -idae, al di sotto delle quali si individuano le sottofamiglie con suffisso -inae, ulteriormente suddivise in genere e specie.
In virologia si preferisce indicare con "stipite", o con i sinonimi "ceppo" o "sottotipo", un raggruppamento di virus che differisce da un altro per porzioni di genoma di molto piccola entità, a differenza di quanto accade in zoologia, dove si suddividono ulteriormente gli appartenenti a una specie che si differenziano tra loro impiegando il taxon "sottospecie" o "clade". Per esempio, un virus quale il virus Ebola (EBOV) si ritiene appartenente al medesimo ceppo se il suo genoma differisce da quello di riferimento del virus Ebola variante Mayinga (EBOV/May) del 10% o meno a livello nucleotide.
I diversi stipiti di una specie di virus si generano per mutazioni di un ceppo originario e pur in presenza di un numero molto limitato di varianti nella sequenza del codice genetico, rappresentano un esempio di polimorfismo e possono manifestare importanti differenti caratteristiche biochimiche, quali differenti capacità emoagglutinanti, infettività per alcune cellule o resistenza a farmaci.